# Scott McGrory
Scott McGrory   (Walwa, 22 de desembre de 1969) és un ciclista australià que fou professional del 1994 al 2004. Va combinar la carretera amb la pista. Va guanyar guanyar una medalla de bronze als Jocs Olímpics de Seül i una d'or als de Sydney.

## Palmarès en ruta
- 1994
  - Vencedor d'una etapa a la Herald Sun Tour
- 1995
  - Vencedor d'una etapa al Tour de Tasmània
  - Vencedor d'una etapa a la Herald Sun Tour
- 1997
  - Vencedor d'una etapa a la Herald Sun Tour
- 1999
  - Vencedor d'una etapa a la Volta a Baviera

## Palmarès en pista
- 1988
  -  Medalla de bronze als Jocs Olímpics de Seül en Persecució per equips (amb Dean Woods, Brett Dutton, Wayne McCarny i Stephen McGlede)
- 1992
  - 1r als Sis dies de Nouméa (amb Michel Dubreuil)
- 1999
  - 1r als Sis dies de Gant (amb Jimmi Madsen)
- 2000
  -  Medalla d'or als Jocs Olímpics d'Atenes en Madison (amb Brett Aitken)
- 2001
  - 1r als Sis dies de Gant (amb Matthew Gilmore)
  - 1r als Sis dies d'Aguascalientes (amb Matthew Gilmore)
  - 1r als Sis dies d'Amsterdam (amb Matthew Gilmore)
  - 1r als Sis dies de Bremen (amb Matthew Gilmore)
  - 1r als Sis dies de Zuric (amb Matthew Gilmore i Daniel Schnider)
- 2002
  - 1r als Sis dies de Múnic (amb Matthew Gilmore)
  - 1r als Sis dies de Copenhaguen (amb Matthew Gilmore)
  - 1r als Sis dies de Fiorenzuola d'Arda (amb Matthew Gilmore)
- 2003
  - 1r als Sis dies de Stuttgart (amb Matthew Gilmore)
  - 1r als Sis dies de Torí (amb Tony Gibb)
- 2004
  - 1r als Sis dies de Múnic (amb Matthew Gilmore)
  - 1r als Sis dies de Dortmund (amb Rolf Aldag)

### Resultats a laCopa del Món
- 1999
  - 1r a Fiorenzuola d'Arda, en Madison